# 吸気
吸気（きゅうき）とは、気体を吸い込むこと。

## 内燃機関における吸気
多くのガソリンエンジンにおいては、空気と燃料とが予め混合された混合気をシリンダーに吸い込むこと。ディーゼルエンジンとガソリン直噴エンジンは空気のみを吸い込み、燃料は圧縮行程以降の燃焼室内へ高圧で噴射される。また、圧縮と燃焼の方法は異なるがガスタービンエンジンも空気のみを吸入する。
エアクリーナーケース（エアフィルター）からスロットルボディー、インテークマニホールド、インテークポート、インテークバルブまでの一連のラインを吸気系統（吸気系）と表現することがある。

吸気の模式図

## 生理学・医学における吸気
呼吸のサイクルの一部として、空気を吸い込むことは、すべての陸上動物にとって不可欠なプロセスである。このプロセスは自律的であり（ただし、一部の疾患では例外がある）、意識的な制御や努力は必要ない。しかし、呼吸は意識的にコントロールしたり、中断したりすることもができる（限界はある）。呼吸によって、人間や他の多くの生物が生存するために必要な酸素が肺に入り、そこから血液中に吸収される。